# Alfred Verwée
Alfred Jacques Verwée (Saint-Josse-ten-Noode, 23 aprile 1838 – Schaerbeek, 14 settembre 1895) è stato un pittore belga.
Fu uno dei primi pittori belgi del XIX secolo a dipingere paesaggi fuori da uno studio. Maestro della pittura di animali, è considerato uno dei precursori del movimento realista, nonché cofondatore della Société libre des beaux-arts.

## Biografia
Suo padre era Louis-Pierre Verwée (1807-1877), pittore romantico di paesaggi invernali che era stato allievo di Eugène Verboeckhoven.
Dopo aver conseguito il diploma di geometra, non riuscì a completare gli studi di ingegneria a causa di difficoltà finanziarie, perciò decise di ripiegare sulla carriera pittorica, sostenuto da suo padre. I suoi primi dipinti consistevano in paesaggi di campagna realizzati in stile romantico. Uno degli artisti che influenzò la sua pittura del primo periodo fu l'artista francese Constant Troyon, un membro della scuola di Barbizon. Nel 1853 prese lezioni dal paesaggista e ritrattista François Charles Deweirdt (1799-1855), amico e collaboratore del padre. Successivamente si iscrisse all'Accademia reale di belle arti di Bruxelles, ma seguì solo poche lezioni.
Tenne sua prima mostra nel 1857, ma solo nel 1863 arrivò la dua consacrazione al Salon de Bruxelles, dove ricevette la medaglia d'oro per la sua opera Attelage flamand, un dipinto che secondo la scrittrice e critica d'arte Camille Lemonnier impressionò così profondamente gli artisti francesi e che fu una delle grandi attrazioni della mostra retrospettiva del 1896 a Bruxelles. Il dipinto è ora esposto al Museo reale delle belle arti del Belgio.
Verwée vinse una seconda medaglia d'oro al Salon di Parigi nel 1864 per Attelage de boeufs dans un coin de ferme (acquistato dal museo di Kortrijk).
Su consiglio di alcuni conoscenti si trasferì a Parigi ed entrò in contatto con altri pittori della scuola di Barbizon. Ciò tuttavia non portò al successo finanziario previsto e tornò a Bruxelles un anno dopo. Dal 1867 al 1868 visse a Londra, ma ancora una volta non riscosse il successo sperato e rientrò in patria. Dopo le nozze intraprese un tour nei Paesi Bassi, durante il quale strinse amicizia con il pittore Hendrik Willem Mesdag. Nello stesso anno fondò con il pittore Louis Artan de Saint-Martin la Société libre des beaux-arts di Bruxelles, alla quale aderirono ventiquattro artisti belgi per affrancarsi dall'accademismo imposto dai mercanti d'arte, promuovendo le proprie opere senza vincoli.
Fu nominato Cavaliere dell'Ordine di Leopoldo il 3 novembre 1872 e l'anno successivo vinse una medaglia a Vienna per Il raccolto nel nord delle Fiandre.
Iniziò a dipingere en plein air per raggiungere uno stile naturalistico e dal 1875 al 1880 tentò di creare una visione grandiosa della campagna fiamminga.
Nel 1876 partecipò alla creazione de La Chrysalide, un'associazione considerata precursora di Les XX. Verwée non divenne mai membro di quest'ultima perché la sua candidatura fu respinta da James Ensor, il quale aveva ricevuto un voto contrario proprio da Verwée al Salon di Bruxelles del 1884. Due anni dopo François Musin, Louis Dubois, Amédée Lynen e altri artisti furono assunti dallo studio di architettura Naert et Laureys per decorare la stanza di una nuova spa a Ostenda, oggi nota come "Verwee-zaal". Nello stesso anno Verwée vinse una medaglia a Parigi per Les Chevaux, dipinto proprio nei pressi di Ostenda.
Sofferente per via di un tumore alla gola, nel 1895 viaggiò nel sud della Francia, in Algeria e in Egitto nella speranza di trovare un clima caldo e secco che migliorasse la sua salute. Poche settimane prima della sua morte i suoi amici lo riportarono a Knokke, dove morì di tubercolosi.

## Vita privata
Sposò Hermina Wilhelmina Vernieuwe dalla quale ebbe due figlie: Émilie (anch'ella pittrice) e Claire. Anche suo fratello Louis-Charles Verwée fu un pittore.

## Opere

### Opere presenti in collezioni pubbliche
- I puledri : olio su tela, 135 × 100  , Museo reale di belle arti di Anversa
- Lotta di giovani tori : 1883, olio su tela, 130 × 169  , Museo di Belle Arti di Gand [7]
- Intreccio fiammingo : 1863, olio su tela, 175 × 120  , Medaglia d'oro di Bruxelles, Museo Broel - Ex Museo di Belle Arti di Kortrijk
- Coppia di buoi in un angolo di una fattoria : olio su tela, 116 × 82  , acquisito al Salon di Parigi nel 1864, Broel Museum, Kortrijk
- Il toro o il torello : olio su tela, acquisito al Salon de Liège nel 1888, Museo Parc de la Boverie, Liegi
- L'Eupatoria o Il Toro con Eupatoria : olio su tela, 170 × 145  , Museo Parc de la Boverie, Liegi [8]
- Mare che alimenta il suo puledro : olio su tela, 100 × 120  , Municipio di Knokke-Heist
- Buoi di ritorno dall'aratura : 1895, olio su tela, 175 × 90  , Municipio di Knokke-Heist
- Prato palustre con salici capitozzati : olio su tela, Municipio di Knokke-Heist
- Riposo : 1893, olio su tela, 124 × 170  , acquistato per il Museo Civico di Belle Arti nel 1893, Sala Municipale di Schaerbeek
- La Saulaie : olio su tela, 280 × 235  , Municipio di Tienen
- Stallone fiammingo in riva al mare : olio su tela, Collezione Mesdag, L'Aia (eredità del suo amico Hendrik Willem Mesdag)
- Gregge di pecore nelle dune : olio su tela, Collezione Mesdag, L'Aia (eredità di Hendrik Willem Mesdag)
- Mucche nelle dune : olio su tela, Collezione Mesdag, L'Aia (eredità di Hendrik Willem Mesdag)
- Mucche al pascolo : 1863, olio su tela, Villa Vauban - Museo d'arte della città di Lussemburgo
- Una squadra della Zelanda : 1873, olio su tela, 107 × 191  , Museo Reale di Belle Arti di Bruxelles
- Animali in riva al fiume : olio su tela, 80 × 156  , Museo reale delle belle arti del Belgio
- Nel bel paese delle Fiandre : 1884, olio su tela, 185 × 302  , Museo Reale di Belle Arti di Bruxelles
- La foce della Schelda : 1880, olio su tela, 126 × 177  , seconda medaglia di Parigi, Museo reale delle belle arti del Belgio
- Equinozio : olio su tela, 207 × 282, Museo reale delle belle arti del Belgio
- Eupatiani : olio su tela, 25 × 33, Museo reale delle belle arti del Belgio
- Buoi in pianura : olio su tela, 82 × 116, Museo reale delle belle arti del Belgio
- Cielo molto nuvoloso : olio su triplex, 15 × 25, Museo reale delle belle arti del Belgio
- Lo stallone in libertà : olio su tela, 97 × 50, Museo reale delle belle arti del Belgio
- Lo stallone fiammingo grigio screziato : olio su tela, 100 × 150, Museo reale delle belle arti del Belgio
- La Corporazione di San Sebastiano a Ghistelles : 1881, olio su tela, 171 × 205, Museo reale delle belle arti del Belgio
- pascolo nelle Fiandre : 1881, olio su tela, 105 × 145, Museo reale delle belle arti del Belgio
- Cavalli in prato : 1878, olio su tavola, 460 × 200, Ostende Kursaal
- Rive della Schelda : 1878, olio su tavola, 304 × 204  , Ostenda Kursaal
- Bestie cornute e asini : 1878, olio su tavola, 304 × 204  , Ostenda Kursaal

### Opere distrutte
- Un angolo di prateria o La mucca con i cardi : 1882, olio su tela, 185 × 110  , Acquistato alla mostra di Namur (1883) [9], distrutto durante l'incendio all'Hôtel de ville de Namur nella notte tra il 25 e il 26 agosto 1914, dall'occupante tedesco durante la prima guerra mondiale [10]

## Tributi e riconoscimenti

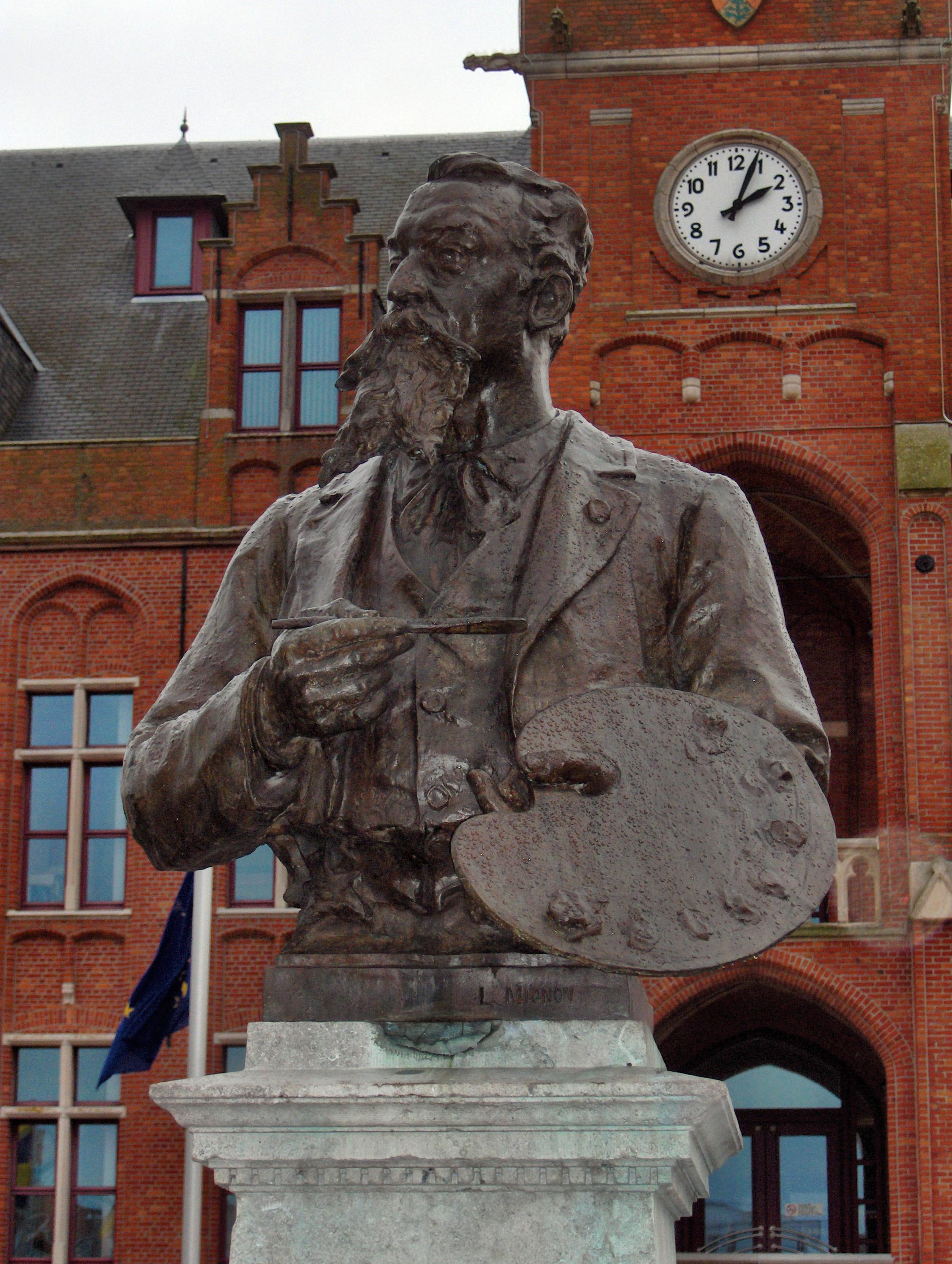
Busto in bronzo (1896) di Léon Mignon.

- Il 3 novembre 1872 fu nominato cavaliere dell'Ordine di Leopoldo.
- L'11 luglio 1894 fu nominato Cavaliere della Legion d'onore per la sua opera L'embouchure de l'Escaut
- L'11 dicembre 1894 venne nominato Commendatore dell'Ordine di Leopoldo
- Nell'aprile del 1896 si tenne una grande mostra retrospettiva in suo onore al Museum of Modern Art di Bruxelles, con un'introduzione al catalogo della scrittrice e critica d'arte Camille Lemonnier che lo descrisse come "uno dei nostri più grandi pittori della natura".
- La città di Knokke-Heist fece erigere un busto in bronzo nel 1896 in suo onore, realizzato dallo scultore di Liegi Léon Mignon (1847-1898), amico di Verwée.
- Nel 1903 fu eretto a Schaerbeek un monumento ad Alfred Verwée realizzato da Charles Van der Stappen (1843-1910). Nella stessa città gli sono state intitolate una strada e una scuola.